# Marie-Thérèse d'Alverny
Marie-Thérèse d'Alverny (25 de gener de 1903 - 26 d'abril de 1991) va ser una bibliotecària i historiadora francesa.

## Biografia
Després d'estudis a l'École nationale des chartes i l'École pratique des hautes études, d'Alverny es va incorporar a la plantilla de la Bibliothèque nationale de France el 1947. A partir de 1957 va ensenyar al Centre d'études supérieures de civilisation médiévale de Poitiers. El 1962 va ser nomenada membre del Centre national de la recherche scientifique. Va ser elegida membre de l'American Philosophical Society el 1974 i de l'American Academy of Arts and Sciences el 1976. El 1989, va rebre un doctorat honoris causa de la Universitat Jagel·loniana. Per obtenir honors addicionals, d'Alverny es va unir a l'Acadèmia Internacional d'Història de la Ciència el 1960, abans de convertir-se en membre de ple dret el 1965. El 1966, d'Alverny va ser nomenada membre corresponent de l'Acadèmia Britànica.

## Publicacions
- Les traductions des philosophes arabes, Tipografia del senato del Dott, 1954, 9 p.
- Récréations monastiques: les couteaux à manche d'ivoire, 1955, 32 p.
- Le symbolisme de la sagesse et le Christ de Saint Dunstan, 1st ed. 1956, Variorum, 1993, 332 p., ISBN 0860783901
- Un nouveau manuscrit des "tabulae mechlinenses" d'Henri Bate de Malines, 1956, 4 p.
- Les anges et les jours, 1957, 32 p.
- Catalogue général des manuscrits latins, nos 3014–3277, Volume 4, Bibliothèque nationale, 1958, 492 p.
- "Aristotelismo padovano e filosofia aristotelica", Atti del XII Congresso internazionale di filosofia, 1960
- Survivance et renaissance d'Avicenne à Venise et à Padoue, 1961
- Catalogue des manuscrits en écriture latine portant des indications de date, de lieu ou de copiste, 1962
- Une baguette magique, 1964
- Les mystères de l'église, d'après Pierre de Roissy, 1966
- Un sermon d'Alain de Lille sur la misère de l'homme, 1966
- Astrologues et théologiens au xiie siècle, 1967
- Maître Alain, "nova et vetera", 1968
- Les traductions d'Aristote et de ses commentateurs, 1968
- Avicennisme en Italie, 1971
- Un adversaire de saint Thomas: Petrus Iohannis Olivi, 1974
- Algazel dans l'Occident latin, 1974
- Survivances du "système d'Héraclide" au Moyen Âge, 1975
- L'homme comme symbole: le microcosme, 1976
- "Les nouveaux apports dans les domaines de la science et de la pensée au temps de Philippe Auguste: la philosophie", a La France de Philippe Auguste, le temps des mutations, 1980
- Translations and translators, 1982
- Remarques sur la tradition manuscrite de la "Summa alexandrinorum", 1983
- "Alain de Lille et l'Islam: le Contra Paganos", dans Islam et chrétiens du Midi (xiie-xive s.) (Cahiers de Fanjeaux; 18), 1983
- Pietro d'Abano traducteur de Galien, 1985
- Utilité et limites des répertoires et catalogues spécialisés de manuscrits médiévaux, 1986
- Pseudo-Aristotle, "De elementis", 1986
- "Les traductions à deux interprètes, d'arabe en langue vernaculaire et de langue vernaculaire en latin", a Traductions et traducteurs au Moyen Âge, Actes du colloque international du CNRS, IRHT, 1989, p. 193-201.
- (amb Charles Burnett) Pensée médiévale en Occident: théologie, magie et autres textes des xiie-xiiie siècles, Variorum, 1995, 339 p.